# Barleria pseudosomalia
Barleria pseudosomalia är en akantusväxtart som beskrevs av I.Darbysh.. Barleria pseudosomalia ingår i släktet Barleria och familjen akantusväxter. Inga underarter finns listade i Catalogue of Life.